# Kenmore Hughes
Kenmore Hughes, född 6 juli 1970, är en antiguansk och barbudansk friidrottare. Han deltog vid olympiska sommarspelen 1992.